# Mikhaïl Vlasov
 (mars 2024).
Mikhaïl Matveyevich Vlasov (né en 1919) est un cavalier soviétique de saut d'obstacles.

## Carrière
Mikhaïl Vlasov participe aux Jeux olympiques d'été de 1952 à Helsinki avec son cheval Rota. Dans l'épreuve individuelle, il finit 43e. L'équipe soviétique est 14e de l'épreuve par équipes.